# Karl Bechon
Karl Bechon, oppure Charles Bechon (Varsavia, 1732 – Varsavia, 16 aprile 1812), è stato un miniatore polacco.

## Biografia
Karl Bechon nacque a Varsavia nel 1732, anche se qualche storico dell'arte ipotizza una sua nascita in Francia.
Karl Bechon svolse la sua attività prevalentemente nell'ambito della ritrattistica miniata su avorio.
Durante la sua carriera realizzò anche saggi di miniature che riguardano temi religiosi e mitologici, per i quali prese spunto, quando non ne fece delle copie, dalle tele di Jean-Baptiste Greuze, di Francesco Albani, ecc.
Fu attivo soprattutto inizialmente a Dresda e successivamente a Varsavia, dove si mise in evidenza come miniaturista e insegnante di disegno e lavorò al servizio delle più note famiglie dell'epoca, tanto che fra le sue miniature vanno ricordate quelle coi ritratti della famiglia reale di Sassonia, di Stanislao II Augusto Poniatowski, della principessa Alessandra Oginska, forse il più bello della serie numerosa che ancor oggi si conserva,dei rappresentanti della corte polacca e russa.
Nelle sue opere Karl Bechon evidenziò le influenze e le fonti d'ispirazione derivate da Giovanni Battista Lampi, anche lui operante in quegli anni presso le corti russe e polacche, oltre che di Nicola Grassi, con le sue tendenze rococò.

## Opere
- Ritratto di Kazimierz Poniatowski, acquerello (1755-1780);
- Giovane donna con fiocco blu nei capelli, tenendo una colomba, acquerello su avorio (1792);
- Ritratto di Levashev, acquerello (1793);
- Ritratto di donna, acquerello, (1795);
- Ritratto di signora,  miniatura su avorio (1802);
- Ritratto di un gentiluomo polacco, miniatura su avorio (1806).